# Espe Sogn
Espe Sogn ist eine Kirchspielsgemeinde (dän.: Sogn)
auf der Insel Fyn (dt.: Fünen) im südlichen Dänemark.
Bis 1970 gehörte sie zur Harde Sallinge Herred im damaligen Svendborg Amt, danach zur Ringe Kommune im
Fyns Amt, die im Zuge der  Kommunalreform zum 1. Januar 2007 in der
Faaborg-Midtfyn Kommune in der Region Syddanmark aufgegangen ist.
Im Kirchspiel leben 906 Einwohner, davon 517 im Kirchdorf (Stand: 1. Januar 2023).
Im Kirchspiel liegt die Kirche „Espe Kirke“.
Nachbargemeinden sind im Norden Gestelev Sogn, im Nordosten Ringe Sogn, im Osten Herringe Sogn, im Süden Krarup Sogn und Brahetrolleborg Sogn und im Westen Hillerslev Sogn.